# Rhodafra marshalli
Rhodafra marshalli là một loài bướm đêm thuộc họ Sphingidae. Nó được tìm thấy ở high, open country từ Zimbabwe tới Kenya.
Chiều dài cánh trước là 23–29 mm. 